# Mårten Melin
Mårten Melin (født 9. december 1972) i Huddinge er en svensk børnebogsforfatter. Han debuterede i 2003 med poesibilledebogen Mera glass i däcken, illustreret af Emma AdBåge.
Mårten Melin har, foruden børnebøger, mellem 2003 og 2009, skrevet et stort antal historier til tegneseriehæftet Bamse.
Han er blevet tildelt Malmö bys kulturstipendium 2003, Region Skånes kulturstipendium 2005 og Hans Petersonstipendiet 2008.